# Elecciones a la Junta General del Principado de Asturias de 2012
Las elecciones a la Junta General del Principado de Asturias de 2012 se celebraron el 25 de marzo de 2012 para elegir a los 45 diputados de la IX legislatura asturiana. Coincidieron con las elecciones andaluzas. El presidente del Principado de Asturias, Francisco Álvarez-Cascos, en el cargo desde julio de 2011, comunicó el adelanto de las elecciones el 30 de enero de 2012, tras haber estado seis meses en el Gobierno. Fue la primera vez que un presidente de una autonomía de las constituidas al amparo del artículo 143 de la Constitución ("vía lenta") adelantaba las elecciones sin obligación legal. Previamente, Madrid había celebrado elecciones en similares circunstancias en octubre de 2003, pero lo había hecho obligada al no haberse investido un presidente regional.
Dado que las anteriores elecciones fueron convocadas en mayo de 2011, el Gobierno resultante ejercerá su función durante poco más de 3 años, ya que Asturias es una de las seis comunidades autónomas españolas a las que el Parlamento no ha autorizado en su Estatuto de Autonomía a alterar la fecha general de celebración de comicios autonómicos, fijada para el cuarto domingo cada 4 años, contado a partir de las últimas elecciones municipales. Como las últimas elecciones municipales se celebraron en 2011, las siguientes elecciones se celebraron, por tanto, en mayo de 2015.

## Candidaturas

### Partidos con representación parlamentaria
Partido Socialista Obrero Español (PSOE)
La Federación Socialista Asturiana (FSA-PSOE) propone de nuevo a su secretario general, Javier Fernández Fernández, como candidato a la presidencia. En las elecciones de 2011, la candidatura encabezada por Fernández fue la más votada, aunque obtuvo un escaño menos que Foro Asturias debido a la división en tres circunscripciones.
Foro de Ciudadanos (FAC)
Foro Asturias, el partido con mayor número de escaños en la Junta General saliente, presenta de nuevo a Francisco Álvarez-Cascos, que fue elegido presidente del Principado tras las elecciones de 2011 y que adelantó las elecciones tras no lograr aprobar los presupuestos de 2012.
Partido Popular (PP)
El Partido Popular, tercer partido en escaños de la Junta General saliente, presentó a una candidata nueva, Mercedes Fernández "Cherines". Fernández, que fue cabeza de lista del PP por Asturias en las elecciones generales de 2011, en las que este partido fue el más votado, sustituye a Isabel Pérez-Espinosa. Fernández es considerada como una persona que en su momento estuvo próxima a Francisco Álvarez-Cascos cuando aquel militaba en el PP.
Izquierda Unida de Asturias - Izquierda Xunida d'Asturies (IU-IX)
Aunque durante el periodo previo a la elección formal del candidato se consideró que Gaspar Llamazares, que había sido el cabeza de lista de Izquierda Unida por Asturias en las elecciones generales de 2011, en las que fue elegido diputado, finalmente Izquierda Unida de Asturias (IU-IX) designó como candidato a la presidencia a Jesús Iglesias, coordinador de la formación en Asturias y que repetía como cabeza de lista.
IU-IX no renovó su coalición con Los Verdes de Asturias (ahora integrados en Equo) a pesar de haberles ofrecido concurrir de nuevo en coalición. Según Equo, las condiciones ofrecidas por IU-IX eran peores que las establecidas en las elecciones de 2011.
Unión Progreso y Democracia (UPyD)
UPyD tras un proceso de primarias presenta de nuevo a Ignacio Prendes como candidato, que en las pasadas elecciones autonómicas se quedó a unos 500 votos de obtener acta de diputado.

### Partidos sin representación parlamentaria
Escaños en Blanco (Eb)
EQUO – Los Verdes de Asturias (Equo-Los Verdes)
Tras descartar la oferta de Izquierda Unida para revalidar la coalición, Los Verdes de Asturias eligieron mediante primarias abiertas a militantes y simpatizantes a su candidato a la presidencia del Principado. La elegida fue Pilar Calvo Holgado, co-portavoz de Equo Asturias y cabeza de lista de la formación en las anteriores elecciones generales.
Bloque por Asturies-Unidá Nacionalista Asturiana-Los Verdes-Grupo Verde, Compromisu por Asturies (BA-UNA-LV-GV)
Bloque por Asturies y Unidá Nacionalista Asturiana revalidaron la coalición que presentaron en las anteriores elecciones, ampliándola esta vez con la coalición Los Verdes-Grupo Verde. Como en las elecciones autonómicas de 2011, Rafa Palacios será el candidato a la presidencia y Yolanda Huergo la número dos y portavoz de la coalición.
Partido Animalista Contra el Maltrato Animal (PACMA)
Partido Comunista de los Pueblos de España (PCPE)
Independientes de Asturias-Hartos.org (IDEAS-Hartos.org)
Independientes de Asturias presenta a su presidente, Miguel Ángel Villalba, como candidato a la presidencia del Principado, sustituyento al anterior candidato, Juan Morales. Sólo se presentan en las circunscripciones central y occidental.
Andecha Astur (ANDECHA)
Andecha Astur se presenta a las elecciones utilizando sus propias siglas, en vez de conformar una plataforma electoral como hiciera en 2011 (Conceyu Abiertu). Arturu Xosé Bermeyu fue su cabeza de lista.
Unión Renovadora Asturiana (URAS)
Para estas elecciones no se repitió la candidatura de Unión Asturianista, formada por el Partido Asturianista (PAS) y la Unión Renovadora Asturiana (URAS), ya que aquel decidió no concurrir debido a dificultades económicas. La URAS presenta como candidato a su presidente, Javier López Alonso.
Partido Democrático y Constitucional (PDyC)
Movimiento Social Republicano (MSR)
Solidaridad y Autogestión Internacionalista (SAiN)
Solidaridad y Autogestión Internacionalista solo se presenta en la circunscripción central.
Unificación Comunista de España (UCE)
Agrupación de Electores Auseva Red (AEAR)
Solo se presenta en la circunscripción oriental.
Partido Humanista (PH)
El Partido Humanista no se presenta en la circunscripción central.
Partido da Terra Eo-Navia (PT)
El Partido da Terra Eo-Navia solo se presenta en la circunscripción occidental, siendo una candidatura centrada en la comarca del Eo-Navia. Ánxel Suárez será su cabeza de lista.
Partido Familia y Vida (PFyV)
El Partido Familia y Vida solo se presenta en la circunscripción oriental.

## Sondeos electorales
Los distintos sondeos electorales, con estimación de los diputados obtenidos por las candidaturas, publicados por los medios de comunicación fueron:
| Sondeo                       | FAC    | PSOE   | PP     | IU     | UPyD  | Otros |
| ---------------------------- | ------ | ------ | ------ | ------ | ----- | ----- |
| Resultados 2011              | 29,66% | 29,92% | 19,95% | 10,28% | 2,44% | 5,15% |
| Diputados                    | 16     | 15     | 10     | 4      | 0     | 0     |
| La Gaceta (26/02/2012)       | -      | -      | -      | -      | -     | -     |
| Diputados                    | 10     | 15     | 15     | 4      | 1     | 0     |
| La Razón (5/03/2012)1        | 24,45% | 32,5%  | 23,3%  | -      | -     | -     |
| Diputados                    | 12     | 16     | 12     | 4      | 1     | 0     |
| PP (6/03/2012)               | -      | -      | -      | -      | -     | -     |
| Diputados                    | 9-10   | 17-18  | 12-14  | 4-5    | 0-1   | 0     |
| CIS (8/03/2012)              | 22,7%  | 28,2%  | 24%    | 14,5%  | 4,4%  | 2,9%  |
| Diputados                    | 10-11  | 14     | 11-12  | 7      | 2     | 0     |
| SER (16/03/2012)             | 20,9%  | 35,1%  | 24,3%  | 12,4%  | 2,6%  | 4,7%  |
| Diputados                    | 10-11  | 17-18  | 12     | 5      | 0     | 0     |
| El Mundo (18/03/2012)        | 27,1%  | 27,7%  | 22,2%  | 14,8%  | 3,2%2 | -     |
| Diputados                    | 13-14  | 13-14  | 10-11  | 6-7    | 1     | 0     |
| La Nueva España (18/03/2012) | 22,5%  | 29,5%  | 22,6%  | 13%    | 3,8%  | 4,8%  |
| Diputados                    | 11-12  | 15     | 11-12  | 6      | 1     | 0     |
| ABC (19/03/2012)             | 21%    | 33,3%  | 25,8%  | 10,1%  | 3,8%  | -     |
| Diputados                    | 10-11  | 15-16  | 12-13  | 4-5    | 1     | 0     |
| La Razón (19/03/2012)        | -      | -      | -      | -      | -     | -     |
| Diputados                    | 11-12  | 15-16  | 12-13  | 5-6    | 1-2   | 0     |
| CELESTE-TEL (19/03/2012)     | 22,3%  | 32,3%  | 23%    | 12,6%  | 4,2%  | 5,6%  |
| Diputados                    | 10-12  | 14-17  | 11-13  | 4-7    | 1-2   | 0     |

Nota: 1-No tiene en cuenta la división de Asturias en tres circunscripciones electorales
Nota: 2-Porcentaje referido solo a la circunscripción central

## Resultados
| ← Elecciones a la Junta General del Principado de Asturias de 2012 → |                                                                 |                            |         |        |         |     |
| Presidente y gobierno | Partido                                                         | Candidato                  | Votos   | %      | Escaños | +/- |
| - Presidente: Javier Fernández - Gobierno: PSOE - Censo: 989.993 - Votantes: 503 395 (55,92%) - Abstención: 396 777 (44,08%) - Válidos: 499 112 - A candidatura: 491 950 | Partido Socialista Obrero Español (PSOE)                        | Javier Fernández Fernández | 161 154 | 32,01% | 17      | +2  |
| - Presidente: Javier Fernández - Gobierno: PSOE - Censo: 989.993 - Votantes: 503 395 (55,92%) - Abstención: 396 777 (44,08%) - Válidos: 499 112 - A candidatura: 491 950 | Foro de Ciudadanos (FAC)                                        | Francisco Álvarez-Cascos   | 124 332 | 24,83% | 12      | -4  |
| - Presidente: Javier Fernández - Gobierno: PSOE - Censo: 989.993 - Votantes: 503 395 (55,92%) - Abstención: 396 777 (44,08%) - Válidos: 499 112 - A candidatura: 491 950 | Partido Popular (PP)                                            | Mercedes Fernández         | 108 111 | 21,53% | 10      | =   |
| - Presidente: Javier Fernández - Gobierno: PSOE - Censo: 989.993 - Votantes: 503 395 (55,92%) - Abstención: 396 777 (44,08%) - Válidos: 499 112 - A candidatura: 491 950 | Izquierda Unida de Asturias-Izquierda Xunida d'Asturies (IU-IX) | Jesús Iglesias Fernández   | 69 111  | 13,78% | 5       | +1a |
| - Presidente: Javier Fernández - Gobierno: PSOE - Censo: 989.993 - Votantes: 503 395 (55,92%) - Abstención: 396 777 (44,08%) - Válidos: 499 112 - A candidatura: 491 950 | Unión Progreso y Democracia (UPyD)                              | Ignacio Prendes            | 18 813  | 3,75%  | 1       | +1  |
| - Presidente: Javier Fernández - Gobierno: PSOE - Censo: 989.993 - Votantes: 503 395 (55,92%) - Abstención: 396 777 (44,08%) - Válidos: 499 112 - A candidatura: 491 950 | Escaños en Blanco (Eb)                                          |                            | 4 095   | 0,82%  | 0       | -   |
| - Presidente: Javier Fernández - Gobierno: PSOE - Censo: 989.993 - Votantes: 503 395 (55,92%) - Abstención: 396 777 (44,08%) - Válidos: 499 112 - A candidatura: 491 950 | Equo-Los Verdes de Asturias                                     | Pilar Calvo                | 2 518   | 0,50%  | 0       | -a  |
| - Presidente: Javier Fernández - Gobierno: PSOE - Censo: 989.993 - Votantes: 503 395 (55,92%) - Abstención: 396 777 (44,08%) - Válidos: 499 112 - A candidatura: 491 950 | Bloque por Asturies-UNA-LV-GV, Compromisu por Asturies          | Rafa Palacios              | 1 639   | 0,32%  | 0       | =   |
| - Presidente: Javier Fernández - Gobierno: PSOE - Censo: 989.993 - Votantes: 503 395 (55,92%) - Abstención: 396 777 (44,08%) - Válidos: 499 112 - A candidatura: 491 950 | Partido Animalista Contra el Maltrato Animal (PACMA)            |                            | 1 395   | 0,27%  | 0       | =   |
| - Presidente: Javier Fernández - Gobierno: PSOE - Censo: 989.993 - Votantes: 503 395 (55,92%) - Abstención: 396 777 (44,08%) - Válidos: 499 112 - A candidatura: 491 950 | Partido Comunista de los Pueblos de España (PCPE)               |                            | 772     | 0,15%  | 0       | =   |
| - Presidente: Javier Fernández - Gobierno: PSOE - Censo: 989.993 - Votantes: 503 395 (55,92%) - Abstención: 396 777 (44,08%) - Válidos: 499 112 - A candidatura: 491 950 | IDEAS-hartos.org                                                | Miguel Ángel Villalba      | 737     | 0,14%  | 0       | =   |
| - Presidente: Javier Fernández - Gobierno: PSOE - Censo: 989.993 - Votantes: 503 395 (55,92%) - Abstención: 396 777 (44,08%) - Válidos: 499 112 - A candidatura: 491 950 | Andecha Astur (ANDECHA)                                         | Arturu Xosé Bermeyu        | 668     | 0,13%  | 0       | -   |
| - Presidente: Javier Fernández - Gobierno: PSOE - Censo: 989.993 - Votantes: 503 395 (55,92%) - Abstención: 396 777 (44,08%) - Válidos: 499 112 - A candidatura: 491 950 | Unión Renovadora Asturiana (URAS)                               | Javier López Alonso        | 444     | 0,08%  | 0       | =   |
| - Presidente: Javier Fernández - Gobierno: PSOE - Censo: 989.993 - Votantes: 503 395 (55,92%) - Abstención: 396 777 (44,08%) - Válidos: 499 112 - A candidatura: 491 950 | Partido Democrático y Constitucional (PDYC)                     |                            | 230     | 0,04%  | 0       | =   |
| - Presidente: Javier Fernández - Gobierno: PSOE - Censo: 989.993 - Votantes: 503 395 (55,92%) - Abstención: 396 777 (44,08%) - Válidos: 499 112 - A candidatura: 491 950 | Movimiento Social Republicano (MSR)                             |                            | 178     | 0,03%  | 0       | -   |
| - Presidente: Javier Fernández - Gobierno: PSOE - Censo: 989.993 - Votantes: 503 395 (55,92%) - Abstención: 396 777 (44,08%) - Válidos: 499 112 - A candidatura: 491 950 | Solidaridad y Autogestión Internacionalista (SAiN)              |                            | 176     | 0,03%  | 0       | -   |
| - Presidente: Javier Fernández - Gobierno: PSOE - Censo: 989.993 - Votantes: 503 395 (55,92%) - Abstención: 396 777 (44,08%) - Válidos: 499 112 - A candidatura: 491 950 | Unificación Comunista de España (UCE)                           |                            | 167     | 0,03%  | 0       | =   |
| - Presidente: Javier Fernández - Gobierno: PSOE - Censo: 989.993 - Votantes: 503 395 (55,92%) - Abstención: 396 777 (44,08%) - Válidos: 499 112 - A candidatura: 491 950 | Agrupación de Electores Auseva Red                              |                            | 55      | 0,01%  | 0       | -   |
| - Presidente: Javier Fernández - Gobierno: PSOE - Censo: 989.993 - Votantes: 503 395 (55,92%) - Abstención: 396 777 (44,08%) - Válidos: 499 112 - A candidatura: 491 950 | Partido Humanista (PH)                                          |                            | 26      | 0%     | 0       | -   |
| - Presidente: Javier Fernández - Gobierno: PSOE - Censo: 989.993 - Votantes: 503 395 (55,92%) - Abstención: 396 777 (44,08%) - Válidos: 499 112 - A candidatura: 491 950 | Partido da Terra Eo-Navia                                       |                            | 13      | 0%     | 0       |     |
| - Presidente: Javier Fernández - Gobierno: PSOE - Censo: 989.993 - Votantes: 503 395 (55,92%) - Abstención: 396 777 (44,08%) - Válidos: 499 112 - A candidatura: 491 950 | Partido Familia y Vida (PFyV)                                   |                            | 5       | 0%     | 0       | -   |

a En las anteriores elecciones, Izquierda Unida y Los Verdes (ahora integrados en Equo) concurrieron en coalición.

### Voto CERA
El PSOE obtuvo la victoria en el voto del CERA, con el 47,11%; el PP obtuvo el 22,27%, FAC el 12,38%, IU el 9,96% y UPyD el 2,60%.

## Acontecimientos posteriores

### Investidura del Presidente del Principado de Asturias
El candidato socialista, Javier Fernández Fernández, fue el único candidato propuesto por los grupos parlamentarios a Presidente del Principado de Asturias, lo que garantizaba su elección. Fue elegido, en primera convocatoria, el 23 de mayo de 2012 por mayoría absoluta, con el apoyo de 23 diputados de la Cámara, los 17 de su grupo parlamentario, los 5 de IU y el de UPyD. Los parlamentarios del FAC y PP se abstuvieron.